# Leandro Alves de Carvalho
Leandro Alves de Carvalho, meglio conosciuto come Leandrinho (Rio de Janeiro, 21 settembre 1996), è un calciatore brasiliano, centrocampista del Boavista-RJ.

## Carriera
Cresciuto nei settori giovanili di Flamengo e Botafogo, ha esordito in Série A con il Fogão il 15 maggio 2016 nella partita persa per 0-1 contro il San Paolo.

## Statistiche

### Presenze e reti nei club
Statistiche aggiornate al 26 marzo 2018.
| Stagione        | Squadra         | Campionato      | Campionato | Campionato | Coppe nazionali | Coppe nazionali | Coppe nazionali | Coppe continentali | Coppe continentali | Coppe continentali | Altre coppe | Altre coppe | Altre coppe | Totale | Totale |
| Stagione        | Squadra         | Comp            | Pres       | Reti       | Comp            | Pres            | Reti            | Comp               | Pres               | Reti               | Comp        | Pres        | Reti        | Pres   | Reti   |
| --------------- | --------------- | --------------- | ---------- | ---------- | --------------- | --------------- | --------------- | ------------------ | ------------------ | ------------------ | ----------- | ----------- | ----------- | ------ | ------ |
| 2016            | Botafogo        | A+A1/RJ         | 18+8       | 1+2        | CB              | 4               | 0               | -                  | -                  | -                  | -           | -           | -           | 30     | 3      |
| 2017            | Botafogo        | A+A1/RJ         | 6+7        | 1+1        | CB              | 2               | 0               | CL                 | 0                  | 0                  | -           | -           | -           | 31     | 0      |
| Totale Botafogo | Totale Botafogo | Totale Botafogo | 39         | 5          |                 | 6               | 0               |                    | 0                  | 0                  |             | -           | -           | 45     | 6      |
| Totale carriera | Totale carriera | Totale carriera | 39         | 5          |                 | 6               | 0               |                    | 0                  | 0                  |             | -           | -           | 45     | 6      |

## Palmarès

### Club

#### Competizioni statali
- Campionato Carioca: 1

Botafogo: 2018